# Alouette brune
Pinarocorys nigricans
Espèce
Statut de conservation UICN

 LC  : Préoccupation mineure
L'Alouette brune (Pinarocorys nigricans) est une espèce d'oiseaux de la famille des Alaudidae.

## Répartition et habitat

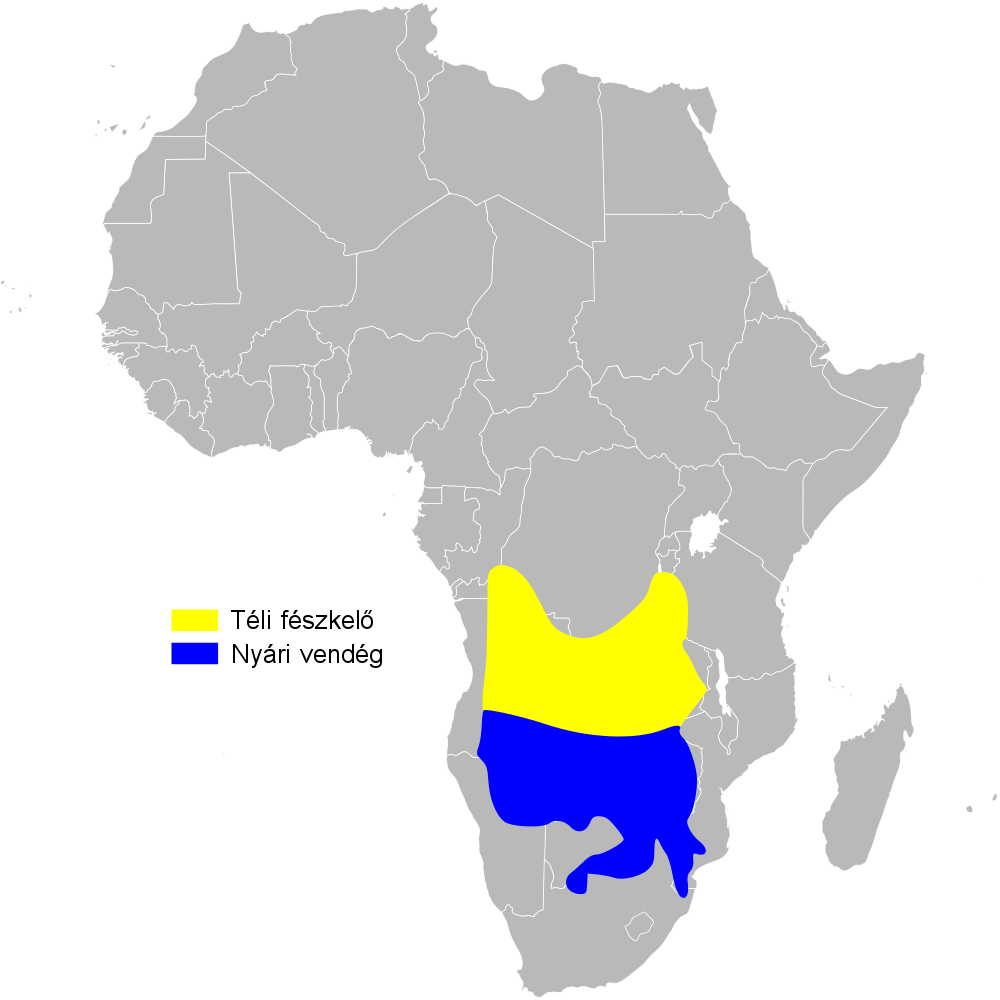
Aire de répartition.

Elle se reproduit dans la savane miombo et Uapaca.